# The Undisputed Era
The Undisputed Era (gestileerd als The Undisputed ERA) was een tag team in het professioneel worstelen die vooral bekend was bij WWE bij hun NXT brand. De formatie bestond uit Adam Cole, Bobby Fish, Kyle O'Reilly en Roderick Strong, waarvan de laatste er later bij kwam. De Undisputed Era was een van de meest dominante teams in NXT.
De formatie werd gevormd bij het evenement NXT TakeOver: Brooklyn III op 19 augustus 2017, kort nadat Cole, Fish en O'Reilly bij WWE hadden getekend.
Vanaf het evenement NXT TakeOver: New Orleans op 7 april 2018 had de Undisputed Era een keerpunt, waar Cole de inaugurele NXT North American Champion bekwam en was tevens de winnaar van de 2018 Dusty Rhodes Tag Team Classic samen met O'Reilly. Daarna waren Cole en Strong erkend als co-Tag Team Champions onder de Freebird Rule. O'Reilly had later nog twee extra regeerperiodes als NXT Tag Team Champion, waarvan één keer met Strong en Fish. Cole bekwam NXT Champion bij het evenement NXT TakeOver: XXV op 1 juni 2019 en is de tweede Triple Crown Champion in NXT achter Johnny Gargano. Op 18 september 2019, won Strong het NXT North American Championship bij een aflevering van NXT en vanaf dat moment waren alle leden van de Undisputed Era kampioen tot 22 januari 2020, waar Strong zijn titel verloor aan Keith Lee.
Bij het evenement NXT TakeOver: Vengeance Day op 14 februari 2021 kwam er een einde aan de formatie, waar Cole zich keerde tegen O'Reilly.

## Prestaties
- CBSSports
  - Feud of the Year (2019) – Cole vs. Johnny Gargano[7]
  - Match of the Year (2019) – Cole vs. Johnny Gargano bij het evenement NXT TakeOver: New York[7]
  - Wrestler of the Year (2019) – Cole[8]
- Pro Wrestling Illustrated
  - Feud of the Year (2019) – Cole vs. Johnny Gargano[9]
  - Tag Team of the Year (2019) – Fish en O'Reilly[10]
  - Wrestler of the Year (2019) – Cole[11]
  - Cole is gerangschikt op nummer 2 van de top 500 single worstelaars in de PWI Top 500 in 2020[12]
  - Strong is gerangschikt op nummer 29 van de top 500 single worstelaars in de PWI Top 500 in 2020[12]
  - O'Reilly is gerangschikt op nummer 38 van de top 500 single worstelaars in de PWI Top 500 in 2017[13]
  - Fish is gerangschikt op nummer 53 van de top 500 single worstelaars in de PWI Top 500 in 2017[13]
  - Gerangschikt op nummer 13 van de top 40 tag teams in de PWI Tag Team 50 in 2020[14]
- Wrestling Observer Newsletter
  - Feud of the Year (2019) – Cole vs. Johnny Gargano[15]
- WWE
  - NXT Championship (1 keer) – Cole[16]
  - NXT North American Championship (2 keer) – Cole (1), Strong (1)[17]
  - NXT Tag Team Championship (3 keer) – Fish, O'Reilly, Cole en Strong (1), O'Reilly en Strong (1), Fish en O'Reilly (1)[18]
  - Dusty Rhods Tag Team Classic (2018) – Cole and O'Reilly[2]
  - Tweede NXT Triple Crown Champion – Cole
  - NXT Year-End Award (10 keer)
    - Tag Team of the Year (2018) – O'Reilly en Strong[19]
    - Tag Team of the Year (2019) – Fish en O'Reilly[20]
    - Tag Team of the Year (2020) – Fish, O'Reilly, Cole en Strong[21]
    - Male Competitor of the Year (2019, 2020) – Cole[20][21]
    - Overall Competitor of the Year (2019) – Cole[20]
    - Match of the Year (2019) – Cole vs. Johnny Gargano bij het evenement NXT TakeOver: New York[20]
    - Match of the Year (2020) – O'Reilly vs. Finn Bálor bij het evenement NXT TakeOver 31[21]
    - Rivalry of the Year (2019) – Cole vs. Johnny Gargano[20]
    - Rivalry of the Year (2020) – Cole vs. Pat McAfee[21]